# Pseudoznanost
Pseudoznanost, djelatnost koja se pokušava predstaviti kao znanost oponašajući njene postupke, ali ne dostiže standarde kakvi se prakticiraju u legitimnim poljima koje pokušava oponašati. Pseudoznanost ne cijeni debate i kritike i rijetko pokazuje intelektualnu čvrstoću i istinski progres. Pseudoznanstvene teorije obično se ne slažu s dobro zasnovanim prihvaćenim znanjem i njeni vlastiti nalazi rijetko, ako ikada, izdržavaju kritičko preispitivanje od strane kompetentnih kritičara.
Najčešće se radi o slabom poznavanju prave prirode pojava (“razlog iz neznanja") i o popunjavanju praznina za koje suvremena znanost još nije uspjela naći valjane odgovore (“Bog je u pukotinama") što sve najbolje sažima parafraza "pseudoznanost je djelatnost koja “nije čak ni pogrešna”".
Pseudoznanost je metoda za opravdavanje, obranu i očuvanje grešaka. Znanost i pseudoznanost imaju sasvim suprotan pristup u promatranju prirode. Pseudoznanost se ponekad zove i patološka znanost, iako bi se, kada bi trebalo, među njima mogla povući jasna granica.
Termin pseudoznanost uveden je najvjerojatnije 1843. kao kombinacija grčke riječi pseudo (lažni) i riječi znanost. Naziv ima negativnu konotaciju i zbog toga ga oni na koje se to odnosi odbacuju.

## Simptomi patološke znanosti
Godine 1953. uveden pojam patološke znanosti da bi se obračunao s istraživanjima koja se provode po znanstvenoj metodi, ali koja su iskrivljena osobnim predrasudama.
Patološku znanost najlakše je prepoznati po sljedećim simptomima:
- Najveći efekt koji je opažen proizveden je agensom čiji se intenzitet jedva može detektirati, a veličina efekta je u osnovi neovisna od intenziteta uzroka.
- Efekt je veličine koja je uvijek na granici detekcije ili je neophodan ogroman broj mjerenja zbog vrlo malog statističkog značaja rezultata.
- Sugeriraju se teorije van paradigme polja.
- Od kritike se brani obašnjenjima smišljenim u datom trenutku.
- Odnos pobornika i kritičara prvo raste, a onda postepeno pada do zaborava.

## Dodatak simptomima patološke znanosti
Patološka znanost ne popušta ni danas pa su dodati sljedeći simptomi:
- Značajan rezultat je specifičan za specijalni sustav.
- U otkriće su umiješane specijalne tehnike ili aparati.
- Otkriće zahtjeva fantastično odstupanje od paradigme koja potpuno određuje rezultate u svim usporedivim sustavima, uključujući i one koje su autori ranije dobili.

Tvrdnja ili sustav tvrdnji, da bi se mogao smatrati znanstvenim, mora biti u stanju da proturiječi mogućim ili zamišljenim promatranjima.

## Razlike u znanstvenom i pseudoznanstvenom pristupu
Pseudoznanost:
- ravnodušna je prema činjenicama
- "istraživanje" je neizbježno traljavo
- počinje hipotezom – obično emocionalno privlačnom i spektakularno nevjerojatnom – i onda traži samo dokaze koji joj idu u prilog
- ignorira dokaze koji joj proturiječe
- ravnodušna je prema kriterijima valjanog dokaza
- oslanja se na subjektivno potvrđivanje
- više ovisi o proizvoljnim socijalnim konvencijama nego o nepromenljivim pravilima prirode
- uvijek se može svesti na apsurd ako se provodi dosljedno do kraja
- uvijek izbjegava podvrgnuće dosljednom preispitivanju
- često proturiječi samoj sebi, čak i unutar vlastitih okvira
- namjerno stvara zagonetke i kada ih nema, ispuštanjem kritičnih podataka i važnih detalja
- ne napreduje
- pokušava biti uvjerljiva retorikom, propagandom i izvrtanjem umjesto valjanim dokazima (kojih zapravo ni nema)
- vodi raspravu iz neznanja, dakle, iz elementarne zablude
- vodi raspravu iz navodnih izuzetaka, grješaka, anomalija, čudnih događaja i sumnjivih tvrdnji – umjesto iz dobro poznatih zakona prirode
- oslanja se na lažne autoritete, emocije, osjećaje ili nepovjerenje u provjerene činjenice
- iznosi neobične tvrdnje i fantastične teorije koje proturiječe svemu što je poznato o prirodi.
- izmišlja vlastiti rječnik u kojem mnogi pojmovi nisu jasno definirani, a neki nisu definirani uopće
- oslanja se na znanstvenu metodologiju istovremeno osporavajući njenu ispravnost

## Razlike znanosti i pseudoznanosti
- ZNANOST: Rezultati se objavljuju prvenstveno u znanstvenim časopisima koji se recenziraju od strane drugih eksperata i koji održavaju striktne standarde poštenja i točnosti.
- PSEUDOZNANOST: Literatura je namijenjena širokim masama. Nema recenzije, nema provjere, nema nikakvih zahtjeva u pogledu točnosti i preciznosti.
- ZNANOST: Zahtijevaju se plodonosni rezultati; pokusi moraju biti detaljno opisani tako da mogu biti ponovljeni ili popravljeni.
- PSEUDOZNANOST: Ispitivanja, ako ih uopće ima, su uvijek maglovito opisana te je nemoguće utvrditi što je urađeno ili kako je to urađeno.
- ZNANOST: Grješke se traže i detaljno ispituju jer pogrešne teorije često mogu dati ispravno predviđanje slučajno. Međutim, ispravna teorija ne pravi pogrešna predviđanja.
- PSEUDOZNANOST: Grješke se ignoriraju, opravdavaju, kriju, laže se o njima, odbacuju, objašnjavaju, racionaliziraju, zaboravljaju, ukratko izbjegavaju se po svaku cijenu. Tijekom vremena, sve se više saznaje o ispitivanom fizičkom procesu. Fizički proces se nikada ne ispituje niti traži. Tijekom vremena nema napretka i ništa konkretno ne može biti naučeno.
- ZNANOST: Uvjerava privođenjem dokaza, argumentima zasnovanim na logičnom ili matematičkom razmatranju, najbolje što dostupni podaci dopuštaju. Kada novi dokaz proturiječi starim zamislima, one se napuštaju.
- PSEUDOZNANOST: Uvjerava oslanjanjem na vjeru i vjerovanje. Pseudoznanost ima vrlo jak kvazi-religiozni karakter: pokušava preobratiti, a ne uvjeriti. Treba joj vjerovati usprkos činjenicama, a ne zahvaljujući njima. Prvobitna zamisao se nikada ne napušta, bez obzira na činjenice.
- ZNANOST: Ne podržava i ne prodaje neprovjerene postupke i proizvode.
- PSEUDOZNANOST: Najčešće glavni izvor prihoda je prodaja problematičnih proizvoda (knjige, natječaji, dijete, vitamini) i/ili pseudoznanstvene usluge (horoskopi, čitanje karaktera, duhovne poruke, proricanje sudbine).

## Znakovi prepoznavanja pseudoznanosti
Date su neke karakteristične osobine za prepoznavanje pseudoznanosti:
- Otkriće se daje na znanje direktno javnosti.
- Pronalazač tvrdi da znanstvena hijerarhija pokušava spriječiti njegovo otkriće.
- Znanstveni efekt je uvijek na samom pragu detekcije.
- Dokazi za pronalazak su anegdotski.
- Pronalazač opravdava vjerovanje zato što je ovo preživjelo stoljeća.
- Pronalazač radi u izolaciji.
- Pronalazač mora predložiti novi zakon prirode da objasni otkriće.

## Vanjske poveznice
- (tal.) Come distinguere scienza e pseudoscienza?, Stroncature, apr 01, 2025